# 한진원
한진원(1985년 ~ )은 대한민국의 영화 각본가, 연출가이다. 봉준호 감독의 2019년작 영화 《기생충》의 초안을 봉감독과 함께 작성하였다. 그리고 영화의 호평과 더불어 아카데미 각본상, 미국 작가 조합상 각본상 등을 수상하였다.
용인대학교 영화영상학과 05학번으로, 학교 졸업 후 2012년 영화《남쪽으로 튀어》 소품팀,《다우더》,《판도라》,《헬머니》연출팀에서 일했다. 넷플릭스 영화《옥자》 현장에서 봉준호 감독의 눈에 들어, 이후 2017년 봉감독의 차기작《기생충》의 공동 각본 겸 스크립터로 합류하였다. 봉준호 감독의 언급에 따르면, 한진원은 극중 등장인물들의 직업과 영화의 무대에 대해서 취재하였고 각본의 초고를 작성했으나, 다만 2017년 7월 영화의 후반부 아이디어를 떠올리고 시나리오의 절반을 다 바꿔버렸다고 한다. 그래서 한진원의 초고 중에서는 "38선 아래로는 골목까지 훤합니다", "실전은 기세야, 기세" 등의 대사와 극중 기정이 부르는 '제시카 송'의 2~3절만이 남았다.

## 작품 목록
| 연도 | 제목                | 감독     | 각본가 | 배우   | 비고                          |
| ---- | ------------------- | -------- | ------ | ------ | ----------------------------- |
| 2012 | 남쪽으로 튀어       | 아니요   | 아니요 | 아니요 | 소품팀                        |
| 2014 | 아빠를 빌려드립니다 | 연출부   | 아니요 | 아니요 |                               |
| 2014 | 다우더              | 연출부   | 아니요 | 아니요 |                               |
| 2015 | 헬머니              | 연출부   | 아니요 | 예     | 버스조롱승객 3 역             |
| 2015 | 위험한 상견례 2     | 연출지원 | 아니요 | 아니요 |                               |
| 2016 | 판도라              | 연출부   | 아니요 | 아니요 |                               |
| 2017 | 센스8 (시즌 2)      | 연출부   | 아니요 | 아니요 | 제3 조감독 - 한국 (3rd AD KR) |
| 2017 | 옥자                | 연출부   | 아니요 | 아니요 |                               |
| 2019 | 기생충              | 아니요   | 예     | 아니요 |                               |
| 2025 | 뉴토피아 (드라마)   | 아니요   | 예     | 아니요 | 쿠팡플레이 오리지널           |
| 2025 | 러닝메이트 (드라마) | 예       | 예     | 아니요 | 티빙 오리지널                 |

## 수상 및 후보
- 제92회 아카데미상 각본상
- 제73회 영국 아카데미 영화상 각본상
- 제72회 미국 작가 조합상 각본상